# エスパドン (潜水艦・2代)
エスパドン (Espadon) はフランス海軍の潜水艦。ルカン級。

## 艦歴
1924年起工。1926年5月28日進水。1927年竣工。
1942年12月にビゼルトでドイツ軍により捕獲。イタリア海軍潜水艦FR.114となる。輸送潜水艦への改装工事が行われるが、その途中の1943年9月13日に自沈。

## 要目
- 排水量：974トン（水上）、1441トン（水中）
- 全長：78.25メートル
- 速力：15.5ノット（水上）、9ノット（水中）
- 乗員：54
- 兵装：3.9インチ砲1、魚雷発射管合計10門など